# Rei Sakuma
Rei Sakuma (佐久間 レイ, Sakuma Rei), née Reiko Sakuma (佐久間 玲子, Sakuma Reiko) le 5 janvier 1965 à Tōkyō, est une seiyū et chanteuse japonaise. Elle est principalement connue sur l'Archipel pour son rôle dans la série pour enfant Sore ike! Anpanman, ainsi que pour Ranma ½ dont elle a interprété les musiques au sein du groupe DoCo en plus d'avoir doublé le personnage de Shampoo.

## Rôles notables
- Aika Sumeragi dans Agent Aika
- Peorth dans le film Ah! My Goddess!
- Kei Yuki dans Albator
- Arshes Nei dans Bastard!!
- Carte de la lumière et des ténèbres dans Cardcaptor Sakura
- Leona Ozaki dans Dominion Tank Police
- Rebecca dans Galaxy Angel
- Angel Dog/Devil Dog dans Gregory Horror Show
- Kazumi Amano dans Gunbuster
- Sizer dans le film tiré de Hameln no violin-hiki
- Neeya dans  Infinite Ryvius
- Jiji dans Kiki la petite sorcière
- Fianna dans Les Chroniques de la guerre de Lodoss
- Zia dans Les Mystérieuses Cités d'or (1998)
- Misa dans Mermaid Forest
- Mariemaia Kushrenada dans Mobile Suit Gundam Wing : Endless Waltz
- Morrigan Aensland dans Night Warriors: Darkstalkers' Revenge
- Nina Purpleton dans Mobile Suit Gundam 0083 : Stardust Memory
- Konoha Edajima dans Onegai teacher
- My Melody dans Onegai My Melody
- Barbera dans Monster
- Shampoo dans Ranma ½
- April dans Sol Bianca
- Batako dans Soreike ! Anpanman
- Funaho dans Tenchi Muyo!
- Momo dans le jeu vidéo Rival Schools : Project Justice
- Nyna dans le jeu vidéo Fire Emblem Heroes
- Mafura-Chan dans Tottoko Hamutaro (Hamtaro)

Elle a aussi joué quelques rôles en dehors de l'animation, comme Helen Hirtch dans La Liste de Schindler.